# Euplexaura flava
Euplexaura flava is een zachte koraalsoort uit de familie Plexauridae. De koraalsoort komt uit het geslacht Euplexaura. Euplexaura flava werd in 1910 voor het eerst wetenschappelijk beschreven door Nutting. 